# Sorry (Justin-Bieber-Lied)
Sorry ist ein Lied des kanadischen Singer-Songwriter Justin Bieber aus seinem vierten Studioalbum Purpose. Er schrieb das Stück mit Julia Michaels, Sonny Moore, Michael Tucker und Justin Tranter.

## Hintergrund
Während Bieber an Purpose arbeitete, beauftragte er DJ Skrillex mit ihm, nach der erfolgreichen Zusammenarbeit an Where Are Ü Now und What Do You Mean? mit ihm Sorry zu schreiben.

“Skrillex is a genius. He’s super futuristic and I just love his sounds.”

„Skrillex ist genial. Er ist super zukunftsweisend und ich liebe seine Melodien.“

## Komposition
Sorry ist ein Dancehall-Pop-, Tropical-House- und Moombahton-Lied. Es wurde in C-Moll geschrieben und weist 100 Schläge pro Minute auf. Biebers Stimmumfang reicht von es³ bis b⁴.

## Plagiatsvorwürfe
Justin Bieber und Skrillex wurden von der Sängerin White Hinterland wegen der Ähnlichkeit der Vocal-Samples am Anfang ihres Liedes Ring the Bell und der von Sorry verklagt.

## Kommerzieller Erfolg

### Chartplatzierungen
| ChartsChartplatzierungen       | Höchstplatzierung | Wochen |
| ------------------------------ | ----------------- | ------ |
| Deutschland (GfK)              | 2 (39 Wo.)        | 39     |
| Kanada (MC)                    | 1 (52 Wo.)        | 52     |
| Österreich (Ö3)                | 2 (34 Wo.)        | 34     |
| Schweiz (IFPI)                 | 2 (45 Wo.)        | 45     |
| Vereinigte Staaten (Billboard) | 1 (45 Wo.)        | 45     |
| Vereinigtes Königreich (OCC)   | 1 (68 Wo.)        | 68     |

| ChartsJahrescharts (2015)    | Platzierung |
| ---------------------------- | ----------- |
| Deutschland (GfK)            | 52          |
| Österreich (Ö3)              | 59          |
| Schweiz (IFPI)               | 64          |
| Vereinigtes Königreich (OCC) | 10          |

| ChartsJahrescharts (2016)      | Platzierung |
| ------------------------------ | ----------- |
| Deutschland (GfK)              | 48          |
| Österreich (Ö3)                | 57          |
| Schweiz (IFPI)                 | 20          |
| Vereinigte Staaten (Billboard) | 2           |
| Vereinigtes Königreich (OCC)   | 16          |

| ChartsJahrescharts (2010–2019) | Platzierung |
| ------------------------------ | ----------- |
| Vereinigte Staaten (Billboard) | 48          |
| Vereinigtes Königreich (OCC)   | 9           |

### Auszeichnungen für Musikverkäufe
| Land/Region                  | Auszeichnungen für Musikverkäufe (Land/Region, Auszeichnung, Verkäufe) | Verkäufe   |
| ---------------------------- | ---------------------------------------------------------------------- | ---------- |
| Australien (ARIA)            | 13× Platin                                                             | 910.000    |
| Belgien (BRMA)               | 2× Platin                                                              | 60.000     |
| Brasilien (PMB)              | 8× Diamant                                                             | 2.000.000  |
| Dänemark (IFPI)              | 5× Platin                                                              | 450.000    |
| Deutschland (BVMI)           | 3× Gold                                                                | 900.000    |
| Frankreich (SNEP)            | Diamant                                                                | 233.333    |
| Italien (FIMI)               | 6× Platin                                                              | 300.000    |
| Japan (RIAJ)                 | Gold                                                                   | 100.000    |
| Kanada (MC)                  | Diamant                                                                | 800.000    |
| Mexiko (AMPROFON)            | Diamant · + 9× Gold                                                    | 570.000    |
| Neuseeland (RMNZ)            | 8× Platin                                                              | 240.000    |
| Norwegen (IFPI)              | 5× Platin                                                              | 300.000    |
| Polen (ZPAV)                 | Diamant                                                                | 100.000    |
| Portugal (AFP)               | 3× Platin                                                              | 30.000     |
| Schweden (IFPI)              | 8× Platin                                                              | 320.000    |
| Spanien (Promusicae)         | 6× Platin                                                              | 240.000    |
| Vereinigte Staaten (RIAA)    | 11× Platin                                                             | 11.000.000 |
| Vereinigtes Königreich (BPI) | 5× Platin                                                              | 3.000.000  |
| Insgesamt                    | 3× Gold · 65× Platin · 12× Diamant ·                                   | 21.703.333 |

Hauptartikel: Justin Bieber/Auszeichnungen für Musikverkäufe